# 蒂维萨
蒂维萨，是西班牙加泰罗尼亚塔拉戈纳省的一个市镇。总面积209平方公里，总人口1773人（2001年），人口密度8人/平方公里。